# Gérald Forton
Gérald Forton (Bruxelles, 10 aprile 1931 – Apple Valley, 18 dicembre 2012) è stato un illustratore francese. Era il nipote di Louis Forton, autore dei Pieds nickelés.

## Biografia
Nel 1950, Gérald Forton iniziò la sua carriera disegnando alcune storie complete per Caméra 34. Nel 1951 disegnò Jim Cartouche, su sceneggiatura di Alex Risène, poi disegnò sulla rivista Zorro e realizzò ventidue storie brevi su Bonnes soirées, oltre a nove lunghe storie e varie illustrazioni. Nel 1952 collaborò con la rivista Spirou e disegnò sessantanove fumetti chiamati Les Belles Histoires de l'oncle Paul. Nel 1953, con Jean-Michel Charlier, creò Kim Devil (quattro album e due storie brevi). Dal 1955 al 1956 illustrò Le garage bleu e le avventure di Alain Cardan per la rivista belga Risque-Tout. Nel 1959, riprende a illustrare Jacques Flash in Vaillant. Lo stesso anno, con Greg, illustrerà sette episodi di Tiger Joe nel supplemento settimanale del quotidiano franco-belga La Libre junior.
Nel 1962, creò il fumetto Capitaine Morgan pubblicato per la rivista Spirou. Nello stesso anno acquisì la direzione dei disegni di Bob Morane, per la quale realizzò quattordici episodi per varie pubblicazioni. Disegnò anche Grégory le Marin per la rivista Tintin. Nel 1963 creò il personaggio Roch Rafal che verrà pubblicato per la prima volta sulla rivista Spirou nel n. 1321 del 1963. Nel 1964 creò Cyril Sinclair. Nello stesso anno, riprenderà a lavorare su Teddy Ted in Vaillant. Nel 1966, su richiesta di Edgar P. Jacobs disegnò le prime diciotto tavole del Il caso del collier, una nuova avventura di Blake e Mortimer, sempre su sceneggiatura di Edgar P. Jacobs, ma di quest'ultima Forton rielaborò le tavole prima che venissero pubblicate su Tintin, per poi terminarle l'album da solo.
Dal 1972 al 1974 lavorò a una serie di fumetti del Belgio dal nome Pemberton, con l'illustratore Sirius, per l'editore Pilote. Nel 1975, creò Les Mystères de l'Ouest per la rivista Pif Gadget. Nel 1976, diresse Yvain de Kanheric per la rivista Trio-Pieds Nickelés Magazine. Nel 1977 disegnò Calamity Jane per la rivista Tintin. Partecipò alla raccolta Histoire de France en bandes dessinées (tre storie). Nello stesso anno, le fu data la direzione di Les Mystères de l'Ouest per una ex rivista per giovani chiamata Télé-Junior e disegnò storie brevi de l'Uomo Ragno, de I Fantastici Quattro, Capitan America, Thor, Hulk e Submariner (liberi adattamenti di supereroi Marvel), oltre alle storie di Thierry la Fronde. Nel 1978 e nel 1981 realizzò due volumi per le Éditions Loubatières di Tolosa, basati su sceneggiature di Michel Roquebert: Aymeric et les Cathares e Aymeric à Montségur. In seguito partì per gli Stati Uniti per lavorare per la DC Comics, dove realizzò le tavole di Arak, Jonah Hex, Black Lightning, John Sable e Nexus, oltre a lavorare per altre serie. Nel 1979 illustrato Slim Jacket in Tac.
Negli anni '80 collaborò con DC Comics, Eclipse Comics e First Comics  per diversi titoli a fumetti.
Parallelamente all'attività di fumettista, inizio una carriera a Hollywood come storyboard artist per il cinema, la televisione e la pubblicità. Partecipo allo storyboard del film Il mistero del principe Valiant e di Toy Story - Il mondo dei giocattoli.
All'inizio degli anni Duemila, vivendo in California, tornò sul mercato franco-belga, in particolare lavorando per l'editoria Semic in piccoli formati: realizzo alcune copertine, rieditando alcuni racconti western o di fantascienza e lanciando la serie Galton & Trumbo con Jean-Marc Lainé alla sceneggiatura. Contemporaneamente, l'editore Loup pubblicò alcune sue storie in morbidi albi in bianco e nero.
Dal 2008 in poi, vediamo, tra gli altri,
- l'édition de tous les Alain Cardan par le Coffre à BD;[14]
- la pubblicazione di Teddy Ted negli album di Hibou e altri;[15][16]
- la riedizione di Kim Devil del figlio de Jean-Michel Charlier pubblicata da éditions Sangam;[17]
- la riedizione delle storie pubblicate sulla rivista Zorro, sul Blue Garage e sul Capitan Morgan
- la pubblicazione in album delle Belles Histoires d'Oncle Paul da parte di Editore Petits Tirages;[18]
- l'edizione di La Vache qui médite.

Nel 2013 prese il posto del nonno Louis Forton e ha prodotto un nuovo album di Pieds nickelés in collaborazione con Julien Moca (marzo 2013, pubblicato da Apart). Nel 2016 Pubblico le avventure di Ed Loin, La Tour de Babel, edito da Alain Beaulet. Nel 2017 lavorò con Philippe Cottarel a una nuova avventura di Teddy Ted, Teddy Ted 1899, a più di quarant'anni dalla fine della pubblicazione della serie su Pif Gadget.

## Pubblicazioni
- Flouse Blues (Ed. Loup-Collection Borsalino)
- Blues pour un inconnu (Ed.Loup-Collection Borsalino)[19]
- Le trésor de l'indien (Ed.Loup-Collection Borsalino)
- Les meilleurs récits de T51[20]
- Les pirates du Bengale
- Bibi Fricotin et la boîte aux rêves[21]
- Dans l'Ombre du Cartel Bob Morane[22]
- Pieds niickeles sillonnent la Bretagne[23]
- Ben Barry[24]